# Toradjia hirsuta
Toradjia hirsuta is een pissebed uit de familie Scleropactidae. De wetenschappelijke naam van de soort is voor het eerst geldig gepubliceerd in 1995 door Franco Ferrara, Meli & Stefano Taiti.